# Non serviam

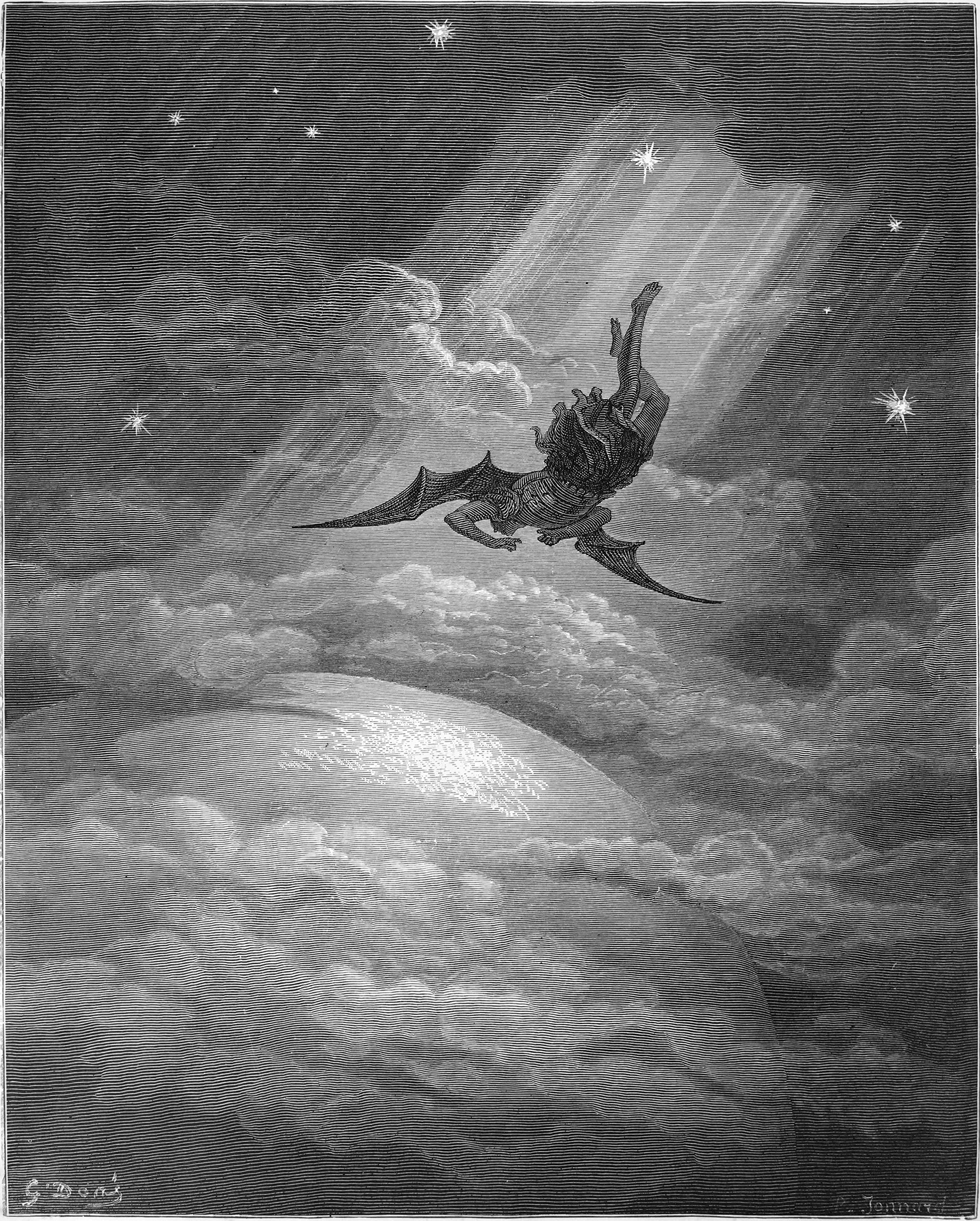
Ilustracja do dzieła Raj utracony.

Non serviam – łaciński zwrot oznaczający: nie będę służył.

## Sens wyrażenia
„Non serviam” jest zazwyczaj przypisywane Lucyferowi. Zgodnie z tradycją anioł ten powiedział te słowa, by podkreślić odrzucenie służby dla Boga i człowieka w Królestwie Niebieskim. Ta ekspresja dumy wyraża jego niezależność. Wypowiedzenie tych słów jest jednocześnie przyczyną jego upadku i wygnania do piekła, gdzie sprawuje rządy jako Szatan (łac. przeciwnik).
Obecnie „Non serviam” jest także używane jako motto wielu polityków, oraz kulturalnych i religijnych grup aby wyrazić swoją niechęć do posłuszeństwa.